# Adquisició del vocabulari

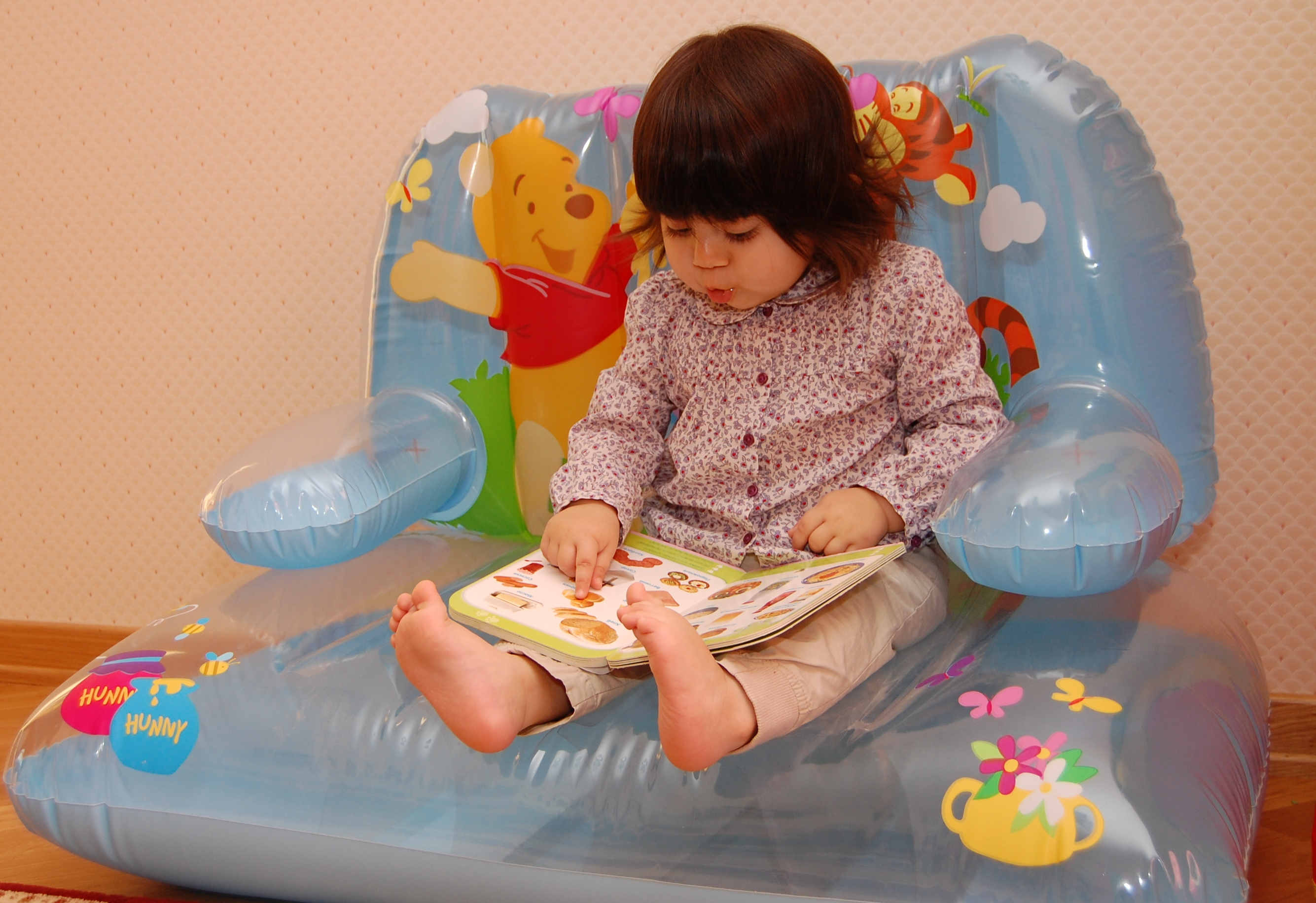
La lectura és un mitjà important a través del qual els nens desenvolupen el seu vocabulari.

L'adquisició del vocabulari és el procés mitjançant el qual una persona incrementa el seu vocabulari, aprenent noves paraules o expressions o incorporants nous sentits d'ús de les que ja coneix en un o diversos idiomes. Aquesta adquisició s'inicia als pocs mesos de vida, quan un infant aprèn a comprendre una llengua i continua fins que s'interromp el contacte amb aquesta. A diferència d'altres nivells del llenguatge, no hi ha un límit en la competència lèxica d'un individu, sempre es poden aprendre nous mots. L'adquisició del vocabulari és objecte d'estudi de la psicologia del desenvolupament, la didàctica de la llengua i altres disciplines relacionades amb el significat i la comunicació. El procés contrari, l'oblit del vocabulari de la llengua materna, s'anomena atrició.

## Etapes en l'adquisició del vocabulari

### Primeres paraules
Els infants entren en contacte amb una llengua des dels inicis de la seva vida. Al començament no distingeixen el sentit de les paraules d'altres sons o sorolls, però posteriorment comencen a identificar determinades tires fòniques amb especial rellevància per a ells, com els noms propis o els conceptes que més els repeteixen els pares i cuidadors, tot i que no comencen a produir ells aquests mots fins a l'any d'edat aproximadament. Primerament juguen amb els sons, produint síl·labes a les quals els adults atribueixen un sentit i aleshores el nadó les reprodueix, ja que obté aprovació. Posteriorment ja emet paraules amb sentit propi, sent conscient del significat d'aquestes. Sovint es comença per les denominades paraules-oració, en què un terme indica el mateix concepte i tot allò que s'hi associï (per exemple quan un infant diu "aigua" pot voler dir que vol aigua perquè té set o que ha vist aigua indistintament). Aquestes paraules acostumen a pertànyer a la categoria del substantiu.
Als divuit mesos els nens ja coneixen i usen unes cinquanta paraules comunes i el seu vocabulari passiu (el que entenen però no utilitzen) és de tres vegades aquesta quantitat. Els infants d'entre 1-3 anys acompanyen sovint les seves expressions de gestos com assenyalar l'objecte que actua com a referent. Quan ja es passa de les 500 paraules comencen a actuar els components gramaticals, formulant oracions cada cop més complexes.

### Etapa escolar
L'escola té un paper força actiu en l'aprenentatge de noves paraules, que els alumnes adquireixen per ús (dedueixen el seu sentit de la situació en què apareixen) o perquè se'ls explicita verbalment, especialment a classe. A partir dels tres anys ja es poden aprendre expressions sense necessitat de correlat visual immediat. En el vocabulari infantil predominen els noms i els verbs (sense conjugació completa), seguits d'enllaços simples i algun adjectiu valoratiu. Les categories com adverbis o conjuncions subordinants són les que s'aprenen en darrer terme. La categoria mental sorgeix durant els primers anys d'escolarització i estructura aquestes nocions i les relacions lèxiques associades a cada paraula.
Un nen pot arribar a comprendre 2000 paraules passivament als sis anys si ha viscut en un entorn ric culturalment. La influència principal durant l'educació primàrina, però, continua sent el vocabulari dels pares, que pot determinar en gran manera el desenvolupament lèxic dels fills o fins i tot la probabilitat de patir fracàs escolar. Quan dominen la lectura, aquesta es converteix en la principal via d'aprenentatge de nous mots. El coneixement elaborat es transmet de manera privilegiada mitjançant el llenguatge, per aquest motiu durant l'etapa escolar s'aprèn la major part del lèxic que s'usarà durant la resta de la vida. Als deu anys, concretament, ja es domina la meitat dels mots que s'empraran en el dia a dia.
Tant en contextos monolingües com en situació de plurilingüisme, es produeix una diferenciació exponencial entre la quantitat de paraules que usen els alumnes amb millors qualificacions, quocient intel·lectual i hores de lectura i la que empren els alumnes que no sobresurten en aquests indicadors, és a dir, que a mesura que avancen els cursos hi ha més distància entre les paraules que dominen els infants més acadèmics i els pitjors estudiants (tot i que la superdotació pot suposar una excepció a aquesta correlació entre lèxic i rendiment escolar). Per poder seguir amb garanties estudis superiors, s'ha d'acabar l'escola amb una comprensió superficial d'uns 11000 lexemes diferents.

### Etapa adulta
L'etapa adulta dura des de l'abandonament dels estudis fins al final de la vida d'una persona. Aquí el vocabulari tendeix a créixer més lentament, ja que la persona domina les paraules del seu vocabulari diari o quotidià i el lèxic específic de la seva activitat laboral. Depenent del contacte amb els discursos escrits i l'entorn de relacions personals, el ritme d'adquisició de vocabulari serà més o menys ràpid. Els neologismes són els termes que amb més probabilitat s'incorporaran al vocabulari personal durant l'etapa adulta. Poques persones coneixen més del 10% del vocabulari total de la seva llengua materna i són les que es dediquen a activitats intel·lectuals. Amb només 1000 mots ja es pot seguir el 84% de les converses quotidianes en qualsevol llengua i una gran part de la població no usa de manera habitual més de 2500.
Donat que en llegir un text no es retenen més que el 15% de mots desconeguts i que en la majoria d'ocasions són necessaris fins a deu encontres amb una paraula per adquirir-la plenament, la lectura és un dels factors que diferencia més el lèxic adult. La quantitat i varietat de textos llegits incrementa el vocabulari passiu d'un individu.

## Factors que afecten a l'adquisició del vocabulari
La comprensió lectora i la lectura autònoma són els factors que més influeixen en l'aprenentatge de nous mots. Però en el moment de la trobada amb una expressió desconeguda, existeixen diversos condicionants que marcaran si asquesta s'aprèn o no. En primer lloc, l'atenció prestada durant aquell moment, perquè com més processament mental es dugui a terme del mot en el moment d'aparició, més probable és que es fixi a la memòria. En segon lloc influeix l'estat anímic, ja que l'estrès disminueix la retentiva. Si una paraula es relaciona amb d'altres ja conegudes o és molt rellevant per entendre el missatge en què s'insereix, és més fàcil que s'aprengui, segons els principis de l'aprenentatge significatiu. La riquesa informativa del context ajuda també a aprendre noves paraules, ja que proporciona més indicis per deduir el seu significat sense recórrer a ajudes externes (com buscar-la a un diccionari o esperar un aclariment d'altri). El mateix vocabulari personal actua com a factor d'incidència, perquè conèixer més paraules accelera l'adquisició de nous termes, en part a causa de la major facilitat d'inserir la nova expressió a la xarxa mental i en part per l'estructuració verbal - semàntica - de la memòria a llarg termini en els humans.
L'edat és un factor crític en l'aprenentatge del vocabulari, especialment en segones llengües. En adquirir una primera llengua, l'infant modula el seu cervell (neuroplasticitat). Per això històricament s'ha parlat de "període crític" en l'exposició a altres idiomes. L'estructura de les categories mentals es forma en la infantesa i en l'etapa adulta és més difícil de modificar, per la qual cosa tot terme nou s'haurà d'inserir en la xarxa prèvia de la llengua o llengües maternes. Per contra, en els primers anys de vida no es pot accedir a conceptes abstractes, que només comencen en el període de les operacions formals de Jean Piaget, o sigui, a partir dels dotze anys. La consciència metalingüística, desenvolupada també per la mateixa època, ajuda a fixar el sentit i l'ús dels mots en diferents llengües.
Hi ha diverses patologies que afecten a l'adquisició del vocabulari, com el retard mental en totes les seves variants o les dificultats d'aprenentatge, com ara la dislèxia. El trastorn del llenguatge expressiu és una malaltia especificada al Manual Diagnòstic dels Trastorns Mentals i que llasta l'aprenentatge de nous mots. Altres afeccions com l'autisme afecten enormement la capacitat comunicativa i, per tant, requereixen educació especial.